# Ixodes muniensis
Ixodes muniensis este o specie de căpușe din genul Ixodes, familia Ixodidae, descrisă de Joseph Charles Arthur și Burrow în anul 1957.
Este endemică în Camerun. Conform Catalogue of Life specia Ixodes muniensis nu are subspecii cunoscute.